# Jofre
Jofre, właśc. Jofre Mateu González (ur. 24 stycznia 1980 w Alpicacie) – hiszpański piłkarz grający na pozycji pomocnika.

## Kariera
Seniorską karierę rozpoczął w 1996 roku w rezerwach Barcelony, w których grał do 2002. Zagrał również dwa mecze ligowe w pierwszym zespole, z którym zdobył mistrzostwo Hiszpanii w sezonie 1997/1998. W sezonie 2000/2001 był ponadto wypożyczony do rezerw Mallorki. W 2002 roku został piłkarzem Levante UD, dla którego do 2005 roku rozegrał 101 meczów ligowych. W sezonie 2005/2006 grał w Espanyolu, z którym zdobył Puchar Króla. Następnie był piłkarzem Murcii, Rayo Vallecano, Realu Valladolid i Girony. W latach 2014–2015 grał w Indiach, w Atlético de Kolkata i FC Goa. Po zakończeniu sezonu 2015 opuścił Goę.

## Statystyki ligowe
| Sezon         | Klub                | Liga                | Mecze | Gole |
| ------------- | ------------------- | ------------------- | ----- | ---- |
| 1996/1997     | FC Barcelona B      | Segunda División    | 1     | 0    |
| 1997/1998     | FC Barcelona B      | Segunda División B  | 7     | 1    |
| 1997/1998     | FC Barcelona        | Primera División    | 1     | 1    |
| 1998/1999     | FC Barcelona B      | Segunda División    | 31    | 2    |
| 1999/2000     | FC Barcelona B      | Segunda División B  | 28    | 3    |
| 2000/2001     | RCD Mallorca B      | Segunda División B  | 35    | 5    |
| 2001/2002     | FC Barcelona B      | Segunda División B  | 34    | 6    |
| 2001/2002 (j) | FC Barcelona        | Primera División    | 1     | 0    |
| 2002/2003     | Levante UD          | Segunda División    | 37    | 5    |
| 2003/2004     | Levante UD          | Segunda División    | 37    | 4    |
| 2004/2005     | Levante UD          | Primera División    | 27    | 2    |
| 2005/2006     | RCD Espanyol        | Primera División    | 12    | 0    |
| 2006/2007     | Real Murcia         | Segunda División    | 33    | 3    |
| 2007/2008     | Real Murcia         | Primera División    | 14    | 1    |
| 2008/2009     | Rayo Vallecano      | Segunda División    | 33    | 3    |
| 2009/2010     | Rayo Vallecano      | Segunda División    | 32    | 2    |
| 2010/2011     | Real Valladolid     | Segunda División    | 32    | 2    |
| 2011/2012     | Real Valladolid     | Segunda División    | 37    | 3    |
| 2012/2013     | Girona FC           | Segunda División    | 34    | 4    |
| 2013/2014     | Girona FC           | Segunda División    | 25    | 0    |
| 2014          | Atlético de Kolkata | Indian Super League | 11    | 1    |
| 2015          | FC Goa              | Indian Super League | 9     | 2    |